# NGC 766
NGC 766 (други обозначения – UGC 1458, MCG 1-6-19, ZWG 413.19, PGC 7468) е елиптична галактика (E) в съзвездието Риби.
Обектът присъства в оригиналната редакция на „Нов общ каталог“.